# Dicranum braunsiae
Dicranum braunsiae är en bladmossart som beskrevs av C. Müller 1900. Dicranum braunsiae ingår i släktet kvastmossor, och familjen Dicranaceae. Inga underarter finns listade i Catalogue of Life.